# جان کنت استیل
جان کنت استیل(به انگلیسی: John Kenneth Stille) شیمیدان آمریکایی و کاشف واکنش استیل (گونه‌ای از واکنش جفت‌شدن در شیمی آلی) است. وی مدرک کارشناسی و کارشناسی ارشد خود را از دانشگاه آریزونا و مدرک دکتری خود را از دانشگاه ایلینوی اخذ کرد.